# Vidigulfo
Vidigulfo ist eine norditalienische Gemeinde (comune) mit 6749 Einwohnern (Stand 31. Dezember 2023) in der Provinz Pavia in der Lombardei. Die Gemeinde liegt etwa 13 Kilometer nordnordöstlich von Pavia und etwa 20 Kilometer südsüdöstlich von Mailand zwischen Lambro und Olona. Vidigulfo grenzt an die Metropolitanstadt Mailand.

## Geschichte
Ende des 8. Jahrhunderts erscheint ein Vicus Lodulfi (später Vigudulfium), das bald unter die Herrschaft der Grafen von Pavia gerät. Die übrigen Ortsteile (Cavagnera, Mandrino, Pontelungo und Vairano) wurden im Laufe des 19. Jahrhunderts eingemeindet.

## Wirtschaft
In Vairano befindet sich seit 1995 eine Rennstrecke (das Autodromo di Vairano), die insbesondere vom italienischen Magazin Quattroruote zu Testzwecken genutzt wird.

## Ortsteile
Im Gemeindegebiet liegen neben dem Hauptort die Fraktionen Cavagnera, Pontelungo und Vairano, sowie die Wohnplätze Bichignana, Cascina Cavallera, Cascina Pasquala, Torre und Vallombrosa.